# Music from the Motion Picture
Music from the Motion Picture è un album in studio del gruppo musicale statunitense 10,000 Maniacs, pubblicato nel 2013.

## Tracce
1. I Don't Love You Too
2. When We Walked on Clouds
3. Gold
4. Triangles
5. Live for the Time of Your Life
6. Whippoorwill
7. It's a Beautiful Life
8. Fine Line
9. Tiny Arrows
10. Downhill
11. Chautauqua Moon

## Formazione

### Gruppo
- Jerome Augustyniak – batteria, percussioni, cori
- Dennis Drew – organo, piano, voce (10)
- Jeff Erickson – chitarra, voce (3,8)
- Steve Gustafson – basso, cori
- Mary Ramsey – violino, viola, voce

### Altri musicisti
- John Merino – chitarra (2)
- David Hone – programmazioni e tastiere addizionali